# Mikael Simonsen
Mikael Simonsen (ur. 20 listopada 1882 w Løgstør, zm. 29 marca 1950 w Aarhus) – wioślarz reprezentujący Danię. Startował w wyścigach jedynek i czwórek ze sternikiem na igrzyskach w Sztokholmie w 1912 roku. W drugiej z tych konkurencji, wraz z Erikiem Bisgaardem, Rasmusem Frandsenem, Poulem Thymannem i Ejgilem Clemmensenem, wywalczył brązowy medal.

## Występy na letnich igrzyskach olimpijskich
| Igrzyska | Wydarzenie            | Eliminacje | Eliminacje | Ćwierćfinał       | Ćwierćfinał       | Półfinał          | Półfinał          | Finał             | Finał             | Klasyfikacja końcowa |
| Igrzyska | Wydarzenie            | Czas       | Miejsce    | Czas              | Miejsce           | Czas              | Miejsce           | Czas              | Miejsce           | Klasyfikacja końcowa |
| -------- | --------------------- | ---------- | ---------- | ----------------- | ----------------- | ----------------- | ----------------- | ----------------- | ----------------- | -------------------- |
| LIO 1912 | Jedynki               | 8:14,00    | 1.         | → Nie wystartował | → Nie wystartował | → Nie wystartował | → Nie wystartował | → Nie wystartował | → Nie wystartował | → Nie wystartował    |
| LIO 1912 | Czwórki ze sternikiem | 7:20,00    | 1. Q       | 7:09,00           | 1. Q              | nieznany          | 2.                | → Nie awansowali  | → Nie awansowali  |                      |